# Magyar Kurír (1911–)
A Magyar Kurír a magyar katolikus egyház 1911 óta folyamatosan megjelenő félhivatalos lapja. A katolikus nyomtatott sajtótermékek között Európában az első, amelyik a katolikus egyház elhatározásából online internetes felületre váltott (2005). Kiadója a Magyar Katolikus Püspöki Konferencia által alapított Magyar Kurír Szerkesztősége és Kiadóhivatala, Közép-Európa legrégibb katolikus hírügynöksége.

## Történelem

### Előzmények – Katholikus Tudósító (1909–1911)
A 20. század elején a magyar katolikus egyház arra a felismerésre jutott, hogy szükség van egy katolikus hírforrásra, hírügynökségre, amely a katolikus egyház belső forrású híreivel látja el a világi és katolikus sajtókat. Ezért 1909. június 19-én elindították a mai Magyar Kurír elődjének tekinthető Katholikus Tudósítót hírlaptudósítóként, hírügynökségi funkcióval (ugyanarra kapott engedélyt, amire a korábbi Magyar Kurír).

### Magyar Kurír (1911-től)
1911. szeptember 11-én a Katolikus Sajtó Egyesület és a Magyar Katolikus Püspöki Kar anyagi támogatásával elindították a Magyar Kurírt mint a magyar katolikus egyház félhivatalos lapját. Ezután a Katholikus Tudósító utoljára már csak a Magyar Kurír melléklapjaként jelent meg 1911. november 13-14-én. Az egyház hivatalos közleményeit a Magyar Kurírban hozta nyilvánosságra, innen a „félhivatalos” jelző: azt jelenti, hogy nem minden közlemény tekinthető hivatalos egyházi közleménynek, de lapjain jelennek meg azok is.
A lap 1911 óta folyamatosan megjelenik. Még a kommunista diktatúra alatt, 1945-től sem szűnt meg, nagyon erős cenzúrával tovább tudott működni. Ennek oka, hogy a kommunista rendszer egyházpolitikai meggondolásból ragaszkodott megjelenéséhez, de az állami információs monopólium lehetetlenné tette valódi hírügynökségi munkáját. E helyzetből bizonyos fokig a második vatikáni zsinat idején, 1961–65-ben tudott kilépni. Az 1970-es években (a szocialista országok között egyedül Magyarországon) az Állami Egyházügyi Hivatal engedélyezte, hogy a lap a külföldi katolikus hírügynökségek és lapok anyagán kívül a Vatikáni Rádió magyar adásainak híranyagából is közöljön. Az 1989-es rendszerváltás után a diktatúra és így a cenzúra megszűnésével a korlátozások is megszűntek.
A 2000-es évek elején nem bírták megfelelően fedezni a drága előállítási költségeket, csak naponta két oldalt tudtak kiadni, így a lap szinte csak az előfizetőkhöz szólt. Nagyobb olvasóközönséget azért sem tudott megszólítani, mivel az anyagi megszorítások miatt az A4-es oldalakon már kép sem jelent meg, nem volt látványos és vonzó. Az olvasótábor leszűkült a sajtóban dolgozókra, akik átvettek híreket, illetve a papokra, akik főként a pápai megnyilatkozások közléséért fizettek elő a lapra.

### Hírportál
A hatékonyság javítása és a szélesebb tömegek megszólítása érdekében 2005-ben a Magyar Katolikus Püspöki Konferencia elhatározta, hogy internetes lappá alakítja át a Magyar Kurírt. Így  2005. május 15-én (pünkösd vasárnap) új formában, bővebb tartalommal elindult az internetes hírportál. Ezzel a Magyar Kurír az első volt a katolikus nyomtatott sajtótermékek között Európában, amely online felületre váltott. 2010. december 1-jén megújult a hírportál: a megújított színvilág, rovatszerkezet, arculat mellett hang- és videóanyagokkal bővítették a Magyar Kurírt.
A katolikus Magyar Kurír nem kereskedelmi médium, ezért híreiért nem tud és nem is akar pénz kérni. Feladata hírek, információk közlése az egyetemes (és ezen belül a magyar) egyház életéről. Ezért a portálon kiemelt helyet kapnak a naponta többször frissített hírek. A külföldi hírek forrásai olasz, angol, német nyelvű katolikus hírportálok és lapok. A magyar egyház hírei a Magyar Katolikus Püspöki Konferencia Sajtószolgálatának, valamint az egyházmegyék sajtómunkatársainak tájékoztatása, illetve a Magyar Kurír szerkesztőségének munkatársai által készített tudósítások alapján jelennek meg. A híreket kiegészítő, a tájékozódást segítő ismereteket, információkat a lap rovatai nyújtanak (Háttér, Megkérdeztük, Dokumentumok, Vélemények, Bemutatjuk).